# 中国兵器科学研究院
中国兵器科学研究院（简称“兵科院”），位于北京市海淀区车道沟10号，是中国兵器工业集团公司直管单位，是一家集常规武器装备与技术综合性的大型研究机构，也是国务院学位委员会批准的博士、硕士学位授权单位。

## 沿革

### 中国人民解放军沈阳高级炮兵学校
- 1937年10月，八路军总部决定，在八路军总部炮兵连的基础上扩建炮兵团。1938年1月28日，八路军总部炮兵团在山西省临汾市郊的刘村镇正式成立，八路军驻太原办事处主任彭雪枫在大会上宣读了中央军委命令[2]。
- 1944年11月，中央军委决定在八路军总部炮兵团的基础上，成立延安炮兵学校。校址设在原炮兵团的驻地延安南泥湾陶堡峪。1945年3月15日，延安炮兵学校正式开课，因中共七大正在举行，所以直到会议结束后，1945年8月1日才举办延安炮兵学校开学典礼[2]。由郭化若任校长，原八路军总部炮兵团政委邱创成任政委。
- 1945年9月23日，延安炮校（校长郭化若、代校长朱瑞、政委邱创成）1349名学员和干部奉命从延安出发去中国东北，以接收日本投降后遗留在中国东北的大批火炮、器材[3]。炮校分为两部分北上，第一部分于1945年11月抵达沈阳郊区和本溪后，其中900多名学员陆续分配到沿线各部队，1945年12月炮校奉命改称东北人民自治军炮兵学校，1945年12月底转移到吉林通化[3][2]。第二部分随胡耀邦北上部队至冀热辽遭中国国民党军队阻击，乃驻留宣化筹建宣化炮兵学校，后继续北上至东北汇合[2]。
- 1946年3月，东北人民自军炮兵学校奉命从通化迁至黑龙江省牡丹江市。同年6月，奉命改称更名东北民主联军炮兵学校[2]。
- 1947年3月，炮校校长朱瑞根据东北民主联军命令，指派炮校部分教员创建牡丹江军马场，军马场直接隶属炮校[2]。
- 1947年7月9日，东北民主联军总部发布“炮兵第一号命令”，朱瑞继续兼任校长，副校长为匡裕民、贾陶，政委邱创成，教育长赵继刚，政治部主任刘登瀛，参谋处长沈毅。至1947年12月该校共有学员800人[3]。
- 1948年1月，更名东北人民解放军炮兵学校[3]。
- 1948年10月1日，校长朱瑞在辽宁义县作战时牺牲。10月3日，中央军委同意林彪、罗荣桓请示，将该校更名中国人民解放军东北军区朱瑞炮兵学校，任命贾陶为校长[3]。1948年10月18日，东北军区司令部发布命令，将东北人民解放军炮兵学校改为中国人民解放军东北军区朱瑞炮兵学校[2]。
- 1949年2月，由牡丹江迁至沈阳东大营[2]。
- 1950年8月29日，更名中国人民解放军炮兵学校，归中央人民政府人民革命军事委员会建制，行使军级权限[3]。
- 1952年7月23日，中央人民政府人民革命军事委员会命令，改编为中国人民解放军高级炮兵学校，培训营以上炮兵指挥员[3]。学校奉军委炮兵司令部命令于1952年8月1日正式改编。校址不变[2]。
- 1956年2月4日，中华人民共和国国防部决定更名中国人民解放军沈阳高级炮兵学校[3]。1956年2月9日，奉东北军区司组字第七号命令，将中国人民解放军高级炮兵学校改称中国人民解放军沈阳高级炮兵学校[2]。
- 1957年，部分机构参与组建中国人民解放军炮兵学院。

### 中国人民解放军炮兵科学技术研究院
- 1960年11月10日，中国人民解放军总参谋部批准，沈阳高级炮兵学校撤销，改为中国人民解放军炮兵科学技术研究院[3]。
- 1960年12月，根据中共中央军委办公会议1960年第50次会议决定和总参谋部9月14日命令：军委炮兵将沈阳高级炮兵军校[2]、炮兵的军事工程学院军械科学研究所[4]、炮兵军事科学研究部技术装备研究处合并，于1960年12月1日组成炮兵科学技术研究院[2]。
  - 中国人民解放军军事工程学院炮兵工程系军械科学研究所：1956年2月，在王树声支持下，中国人民解放军总军械部成立中国人民解放军总军械部军械科学研究所。1957年7月军委扩大会议后，根据军委命令，总军械部撤消，机构人员并入中国人民解放军总参谋部，成立中国人民解放军总参谋部军械部。1958年7月，中国人民解放军总参谋部军械部军械科学研究所并入中国人民解放军军事工程学院，由北京迁至哈尔滨，改为中国人民解放军军事工程学院炮兵工程系军械科学研究所[5]。1960年5月，军械科学研究所划归军委炮兵建制[4]。

### 第五机械工业部科学研究院
- 1965年，中共中央、国务院、中央军委对部分国防科学技术研究院（所）的隶属关系进行调整，实行“部院结合，厂所挂钩”。1965年4月，中央军委决定将炮兵科学技术研究院的院部及下属的5个所分别划归第五机械工业部、第四机械工业部领导（该院下属的三所仍属炮兵建制）。其中炮兵科学技术研究院、总后勤部轻武器研究所与兵器科学研究院（1964年1月9日经国务院国防工办批准，五机部成立兵器科学研究院，对外称机械科学研究院）合并，称第五机械工业部科学研究院[6]。到1966年，国防科委和炮兵的研究院已全部移交给国防工业部门。1965年8月，军委炮兵命令决定将原炮兵科学技术研究院第3研究所改称为“中国人民解军炮兵第3(射击)研究所”。

### 中国人民解放军第二十研究院
- 1967年10月25日，中共中央批准《关于加强国防科研的报告》，将五机部科学研究院划归国防科委建制，分组成中国人民解放军第十一研究院（常规兵器研究院）、中国人民解放军第十二研究院（装甲兵研究院）。1970年1月1日，中央军委决定将第十一、十二研究院合并为中国人民解放军第二十研究院（常规兵器研究院，代号“中国人民解放军后字二三八部队”），隶属中国人民解放军总后勤部[6]。

### 第五机械工业部科学研究院
- 1975年2月26日，国务院、中央军委决定第二十研究院由总后勤部移交五机部领导，7月7日完成交接工作[6]。仍为第五机械工业部科学研究院[7]。
- 1982年5月，第五机械工业部改为中华人民共和国兵器工业部。此后该院撤销。

### 中国兵器科学研究院
- 1986年12月，兵器工业部撤销，与机械工业部合并为中华人民共和国国家机械工业委员会。1987年，经国务院批准，该院重建为国家机械工业委员会兵器科学研究院[8][9]。
- 1988年8月，经国务院批准，国家机械工业委员会与电子工业部合并成立中华人民共和国机械电子工业部。该院更名机械电子工业部兵器科学研究院[10]。
- 1988年8月24日，国务院批准成立中国北方工业（集团）总公司，在国家计划中实行单列，并享有一定的外事审批权。1989年1月18日，经国务院批准，机械电子工业部授权中国北方工业（集团）总公司行使兵器工业行业的管理，对内称中国兵器工业总公司。机械电子工业部对中国兵器工业总公司实行归口管理。中国兵器科学研究院作为中国兵器工业总公司负责兵器科研的主管部门，身兼军品局、科技部、兵器科学研究院三位一体的职责，代表中国兵器工业总公司对陆、海、空、二炮、武警等兵器装备实施总负责，同时负责中国兵器科学技术总体发展的战略规划、装备型号的研发、对兵器科研机构的指导和协调[9]。
- 1993年，机械电子工业部撤销，拆分为机械工业部和电子工业部。1993年5月16日，机械工业部不再承担原机械电子工业部归口管理中国兵器工业总公司的工作[9]。
- 1999年6月23日，国务院批准，中国兵器工业总公司分立为中国兵器工业集团公司（又名中国北方工业集团公司）和中国兵器装备集团公司。7月1日正式挂牌成立[9][11]。中国兵器科学研究院隶属中国兵器工业集团公司[12]。
- 中国兵器科学研究院宁波分院：1958年，在内蒙古自治区包头市创建五二研究所。1985年，经国家机械委员会批准在山东省烟台市成立五二所烟台分所。1988年，经国家机械委员会批准在浙江省宁波市成立五二所宁波分所。2003年，遵照国防科工委和中国兵器工业集团公司的战略部署，五二所实施一所三地（宁波、烟台、包头）的战略调整。2004年，按照中国兵器工业集团公司要求，中国兵器科学研究院宁波分院与五二研究所实行一体化运行。
- 中国兵器科学研究院南方分院：2011年5月6日，中国兵器工业集团湖南江南机器集团有限公司在湖南长沙建设的麓谷高新技术园正式启用，中国兵器科学研究院南方分院同时落户江南麓谷高新技术园[13]。

## 历任领导

### 中国人民解放军沈阳高级炮兵学校
| 校长 - 郭化若（1944年12月—1945年7月，延安炮兵学校校长） - 朱瑞（1945年8月—1946年10月，延安炮兵学校、东北人民自治军炮兵学校、东北民主联军炮兵学校校长） - 贾陶（1946年12月—1950年4月，朱瑞炮兵学校校长） - 万毅（1951年4月—1952年8月，军委炮兵学校校长） - 贾陶（1952年8月—1955年2月，高级炮兵学校、沈阳高级炮兵学校校长） - 孔从洲 中将（1955年7月—1960年2月，沈阳高级炮兵学校校长） 副校长 - 匡裕民（1944年12月—？，延安炮兵学校、东北人民自治军炮兵学校、东北民主联军炮兵学校副校长） - 贾陶（1946年8月—12月，东北民主联军炮兵学校副校长） - 王岳石（？—？，军委炮兵学校、高级炮兵学校副校长） - 管松涛 少将（1951年5月—1952年7月，军委炮兵学校副校长；1952年7月—1960年11月，高级炮兵学校、沈阳高级炮兵学校副校长） - 王中军（？—？，高级炮兵学校副校长） - 余凯（？—？，沈阳高级炮兵学校副校长） | 政治委员 - 邱创成（1944年12月—1947年12月，延安炮兵学校、东北人民自治军炮兵学校、东北民主联军炮兵学校政治委员） - 吕清（1948年4月—1952年8月，东北民主联军炮兵学校、朱瑞炮兵学校、军委炮兵学校副政治委员主持工作） - 王文介 少将（？—1960年6月，沈阳高级炮兵学校政治委员） - 张英 少将（1960年6月—12月，沈阳高级炮兵学校政治委员） 副政治委员 - 吕清（1948年4月—1952年8月，东北民主联军炮兵学校、朱瑞炮兵学校、军委炮兵学校副政治委员） - 王文介 少将（1952年8月—？，高级炮兵学校副政治委员） |

### 中国人民解放军炮兵科学技术研究院
| 院长 - 贾陶 少将（1960年11月—1964年2月） - 孔从洲 中将（1964年6月—1965年6月） 副院长 - 叶超 少将（1960年11月—1963年5月） - 万一夫 大校（1961年—？） - 贾克 大校（？—1965年6月） - 尹珙 大校（？—1965年6月） - 吴先洪 大校（？—1965年6月） - 卢伟如 上校（？—1965年6月） | 政治委员 - 贺振新 少将（1962年12月—1964年6月） - 张英 少将（1964年6月—1965年6月） 副政治委员 - 张英 少将（1960年11月—1964年6月） - 张伯令 大校（？—1965年6月） |

### 第五机械工业部兵器科学研究院（第五机械工业部机械科学研究院）
| 院长 - 余凯（1964年1月—1965年） | 党委书记 - 余凯（？—1965年） |

### 第五机械工业部科学研究院
| 院长 - 余凯（1965年—？） 副院长 | 党组书记 - 余凯（1965年—？） |

### 中国人民解放军第十一研究院
| 院长 | 党委书记 |

### 中国人民解放军第十二研究院
| 院长 | 党委书记 |

### 中国人民解放军第二十研究院
| 院长 - 万一夫（1970年—？） - 余凯（？—1975年） | 党委书记 - 万一夫（1970年—？，院长兼党委书记） |

### 第五机械工业部科学研究院
| 院长 - 余凯（1975年—？） - 唐仲文（？—？，第五机械工业部副部长兼） - 薛耀伦（？—1982年5月，第五机械工业部副部长兼） 副院长 - 祝榆生（1975年—？） - 王运丰（？—？） - 吴运铎（1979年—1980年） - 杨荫桐（？—？） - 傅江（？—1982年5月） | 党委书记 - 唐仲文（？—？，院长兼党委书记） - 薛耀伦（？—1982年5月，院长兼党委书记） |

### 国家机械工业委员会兵器科学研究院
| 院长 副院长 - 杨楚泉（？—1988年8月） - 张锐生（？—1988年8月） | 党委书记 |

### 机械电子工业部兵器科学研究院
| 院长 副院长 - 杨楚泉（1988年8月—？） - 张锐生（1988年8月—？） | 党委书记 |

### 中国兵器科学研究院
| 院长 …… - 焦开河（2003年—2009年，中国兵器工业集团公司副总经理兼院长） - 曾毅（2009年10月—2011年3月，院长兼党委副书记） - 邹汝平（？—2014年8月，院长兼党委副书记） - 王玉林（2014年8月—，院长兼党委副书记） 副院长 …… - 马大为（1996年—2001年） - 许增海（？—？） - 陈鹏飞（？—？） - 曾毅（1999年8月—2006年12月，副院长；2006年12月—2009年10月，常务副院长） - 毛明（2005年7月—？） - 程军（？—？） - 李新龙（？—？） - 邓少生（？—？） - 肖先国（？—2014年8月，副院长按正职管理） - 邱晓华（？—2014年8月，副院长；2014年8月—？，副院长按正职管理） - 宋跃进（2011年5月—） - 黄健（？—） - 曹晖（？—？） - 姚军奎（？—？） | 党委书记 …… - 曾毅（2001年10月—2006年12月，副院长兼党委书记） - 胡高社（？—？） - 李新龙（？—） |